# 金龙岩摩崖石刻
金龙岩摩崖石刻，位于中国广东省阳江市阳春市陂面大朗石山，为阳春市的一个市级文物保护单位，类型为石窟寺及石刻，公布时间为1975年7月6日。
金龙岩摩崖石刻的历史年代为清代。